# Junki Endo
Junki Endo (født 8. december 1994) er en japansk fodboldspiller, som spiller for den japanske fodboldklub Fujieda MYFC.